# Love and Other Disasters
Love and Other Disasters je třetí album skupiny Sonic Syndicate vydané v roce 2008 stejně jako předchozí album u vydavatelství Nuclear Blast. Později bylo spolu s EP Burn This City, novými písněmi a DVD obsahujícím videoklipy, záznamy z koncertu a dokumentem o nahrávání alba vydáno pod názvem The Rebellion.

## Seznam skladeb
1. Encaged – 4:26
2. Hellgate: Worcester – 3:23
3. Jack of Diamonds – 3:41
4. My Escape – 4:10
5. Fallout – 3:51
6. Power Shift – 3:32
7. Contradiction – 3:32
8. Damage Control – 3:49
9. Red Eyed Friend – 4:43
10. Affliction – 5:11
11. Ruin – 3:42 (Limitovaná edice, Japonská verze a The Rebellion pack)
12. Dead Planet – 4:21 (Limitovaná edice, Japonská verze a The Rebellion pack)
13. Mission: Undertaker – 5:03 (Japonská verze)

## Lineup

### Kapela
- Roland Johansson – zpěv, elektrická kytara
- Richard Sjunnesson – screaming
- Roger Sjunnesson – elektrická kytara, klávesy
- Robin Sjunnesson – elektrická kytara
- Karin Axelsson – basová kytara
- John Bengtsson – bicí

### Hostující muzikanti
- Nick Red – klávesy (stopy 4, 5 a 7)